# عملیات کربلای ۹
عملیات کربلای ۹ عملیات نظامی محدود نیروهای مسلح ایران در خلال جنگ ایران و عراق بود، که توسط نیروی زمینی ارتش بر ضد نیروهای ارتش عراق در منطقه قصر شیرین، استان کرمانشاه انجام شد. این عملیات در تاریخ ۲۰ فروردین ۱۳۶۶ آغاز شد و با آزادسازی ارتفاعات شمال شرقی قصر شیرین و ارتفاعات قراویز توسط نیروهای ایرانی پایان یافت.

## اهداف و اهمیت عملیات
این عملیات با هدف تصرف ارتفاع ۵۴۲ و ارتفاع تبری در منطقه عمومی سرپل ذهاب اجرا شد.

## شرح عملیات
در ۲۰ فروردین ۱۳۶۶، عملیات کربلای ۹ با رمز «یا مهدی (عج) ادرکنی»، در تنگه «باباهادی» آغاز شد. این عملیات ساعت یک بامداد با حمله رزمندگان «تیپ ۳ لشکر ۸۱ زرهی کرمانشاه» آغاز شد. در حالی که در منطقه شلمچه قوای طرفین جنگ درگیر عملیات تهاجمی ایران با نام عملیات کربلای ۸ بودند، نیروی زمینی ارتش جمهوری اسلامی ایران، ارتش بعث عراق را در ارتفاعات قراویز مورد حمله قرار می‌دهد و موفق می‌شود تنگه باباهادی واقع در منطقه پیشگاه را به تصرف خود درآورد.
در پی این حمله فرماندهان بعثی به خاطر حساسیت منطقه، نیروهای پراکنده را به سرعت جمع‌آوری و اقدام به انجام ۱۰ پاتک (ضدحمله) می‌کنند که نیروهای ایرانی با مقاومت، همه پاتک‌ها را سرکوب می‌کنند. این اقدام ایرانی‌ها موجب شد تا دشمن بعثی بدون گرفتن کمترین نتیجه‌ای عقب‌نشینی کردند.

## استعداد، تخلفات و تلفات

### عراق
گردان‌های ۳ ،۱ و ۴ از تیپ کماندویی سپاه دوم و گردان ۴ نیروی مخصوص از تیپ ۳ از جمله نیروهای عراقی بودند که منهدم شدند. در این عملیات تعداد زیادی خمپاره‌انداز، تیربار، جنگ‌افزار انفرادی و مقدار زیادی مهمات از عراقی‌ها به غنیمت گرفته شد و ۱۸۰۰ نفر کشته شدند. در جریان دفع پاتک‌های عراقی‌ها، تعداد ۱۵ دستگاه تانک، ۳۵ دستگاه نفربر، پنج دستگاه خودرو، چندین انبار مهمات و دو آتشبار منهدم شد.